# Варга, Илона
Илона Варга (венг. Vargha Ilona; 8 июня 1910 — 19 апреля 1973) — венгерская фехтовальщица-рапиристка, многократная чемпионка мира.

## Биография
Родилась в 1910 году в Будапеште. В 1934 году стала чемпионкой Международного первенства по фехтованию в Варшаве. В 1936 году завоевала серебряную медаль Международного первенства по фехтованию в Сан-Ремо, а на Олимпийских играх в Берлине стала 7-й в личном первенстве. В 1937 году стала чемпионкой первого официального чемпионата мира по фехтованию (тогда же Международная федерация фехтования задним числом признала чемпионатами мира все прошедшие ранее Международные первенства по фехтованию).
В 1948 году стала серебряной призёркой чемпионата мира, в 1951 году повторила это достижение.